# Robert Lucander
Carl Robert Stefan Lucander, född 26 december 1962 i Helsingfors, är en finländsk konstnär. 
Lucander studerade 1987–1989 vid Fria konstskolan och Helsingfors universitets ritsal och 1989–1995 vid Hochschule der Künste i Berlin (utexaminerad Meisterschüler) samt ställde ut första gången 1992. Han har under många år tecknat och målat med akrylfärger på trä. Motiven härstammar från de internationella veckotidningarnas kändis- och reklamvärld. Han har i ett drygt decennium studerat och arbetat i Berlin; han deltog bland annat i utställningen Berlin North med nordiska konstnärer på Hamburger Bahnhof i Berlin 2004. 
Lucander har vid sidan av sina festande människor, kändisar och skönheter skildrat bland annat vår tids halvtrista vardag och bittra människoöden. I Berlin ställde han 2004 ut en rad målningar av härjade människoansikten, som uttrycker missnöje och aggression. Även om han många år målat människor, återkommer han gärna till sina konceptuella, halvabstrakta arbeten (till exempel Suomi-serien bestående av fem målningar i litet format), som han debuterade med 1992. Han utförde 1997 en monumentalmålning i tolv delar för Tekniska högskolans i Jönköping bibliotek och 1999 en monumental väggmålning, även den i flera delar, för social- och hälsovårdsministeriet i Helsingfors. Han har undervisat vid Konsthögskolan i Malmö 1997, Konsthögskolan Valand i Göteborg 1998, Kungliga Konsthögskolan i Stockholm 1997, Nordiska konstskolan i Karleby 1995, 1996, Konstindustriella högskolan 1996 och Bildkonstakademin 1996–1999.